# Comité Popular de Sama de Langreo
El Comité Popular de Sama de Langreo fue una institución política de mayoría socialista y con presencia de comunistas y republicanos, de la localidad de Sama, en Langreo, durante el inicio de la guerra civil española y en el contexto de la Revolución social española de 1936.
El Comité fue presidido por Ramón González Peña y posteriormente por Amador Fernández (Amadorín). Más adelante se fusionó con el Comité de Guerra de Gijón, de predominio anarquista, en el Consejo Interprovincial de Asturias y León con sede en Gijón y presidido por el socialista Belarmino Tomás.